# Balboa (valuta)
Balboa (B - Balboa) är den valuta som används i Panama i Latinamerika. Valutakoden är PAB. 1 Balboa = 100 centésimos.
Valutan infördes under år 1904 och ersatte den colombianska peson och har fått sitt namn efter den spanske upptäckresanden Vasco Núñez de Balboa. 1941 gavs Balboan ut i sedlar vilka dock drogs in redan efter 7 dagar. Balboan finns idag endast i småmynt och US Dollarsedlar är den legala valutan i landet. 
Valutan har en fast växelkurs sedan 1904 till kursen 1 US dollar (USD $), det vill säga 1 PAB = 1 USD.

## Användning
Mynten ges ut av Banco Nacional de Panamá - BNP som grundades 1904 och har huvudkontoret i Panama City.

## Valörer
- mynt: US Dollar, enstaka upplagor av 1 Balboa
- underenhet: 1 centésimo, 5, 10, 25 och 50 centésimos
- sedlar: US Dollar